# Solução Grega
A Solução Grega (em grego: Ελληνική Λύση/Elliniki Lisi, EL) é um partido político grego de Direita fundado por Kyriakos Velopoulos, antigo militante da Concentração Popular Ortodoxa. A sua fundação oficial foi a 28 de Junho de 2016 num congresso realizado no Estádio da Paz e da Amizade.
Nas eleições europeias e legislativas de 2019, o partido emergiu no espectro político nacional ao obter em torno dos 4% dos votos em ambas as eleições.
De tendência nacionalista e eurocética, o partido defende posições pró-russas e é próximo da Igreja Ortodoxa Grega.

## Resultados Eleitorais

### Eleições legislativas
| Data | Líder               | CI. | Votos   | %           | +/- | Deputados | +/- | Status   |
| ---- | ------------------- | --- | ------- | ----------- | --- | --------- | --- | -------- |
| 2019 | Kyriakos Velopoulos | 5.º | 208 805 | 3,7 / 100,0 |     | 10 / 300  |     | Oposição |
| 2023 | Kyriakos Velopoulos | 5.º | 262 335 | 4,5 / 100,0 | 0,8 | 16 / 300  | 6   |          |

### Eleições europeias
| Data | CI. | Votos   | %           | +/- | Deputados | +/- |
| ---- | --- | ------- | ----------- | --- | --------- | --- |
| 2019 | 6.º | 236 365 | 4,2 / 100,0 |     | 1 / 21    |     |
| 2024 | 4.º | 369 727 | 9,3 / 100,0 | 5,1 | 2 / 21    | 1   |